# Flugunfall einer Reims-Cessna F406 der Hageland Aviation Services
Der Flugunfall einer Reims-Cessna F406 der Hageland Aviation Services ereignete sich am 17. August 2003 auf einem Frachtflug der Hageland Aviation Services im US-Bundesstaat Alaska, der vom Flughafen Barrow zum Flughafen Wainwright führen sollte. Auf diesem Flug verunfallte eine Reims-Cessna F406 Caravan II nach einem kontrollierten Flug in die Tschuktschensee, wobei beide Insassen der Maschine getötet wurden.

## Flugzeug
Bei der Maschine handelte es sich um eine 1990 in Frankreich durch Reims Aviation gebaute Reims-Cessna F406 Caravan II mit der Werknummer F406-0053, die im April 1990 mit dem Kennzeichen N6591 auf einen privaten Eigentümer zugelassen wurde, der die Maschine von der Cessna Finance Corporation geleast hatte. Am 10. Juli 1992 kehrte die Maschine als Leasingrückläufer zur Leasinggeberin zurück. Am 30. März 2000 übernahm die Hageland Aviation Services die Maschine, am 9. Mai 2000 wurde diese auf die Flugzeugleasinggesellschaft Gussic Ventures LLC zugelassen. Das zweimotorige Zubringerflugzeug war mit zwei Turboproptriebwerken des Typs Pratt & Whitney Canada PT6A-112 mit je 373 kW (500 PS) ausgestattet, das mit dreiblättrigen Propellern des Typs McCauley Constant Speed mit Enteisung bestückt waren. Bis zum Zeitpunkt des Unfalls hatte die Maschine eine Gesamtbetriebsleistung von 7.675 Betriebsstunden absolviert.

## Insassen
An Bord der Maschine befanden sich eine Pilotin der Hageland Aviation Services sowie ein Fluggast. Die Pilotin verfügte über 7.000 Stunden Flugerfahrung, von denen sie 1.000 Stunden in Maschinen des Typs Reims-Cessna F406 absolviert hatte. Der an Bord befindliche Passagier wurde auf dem Flug nicht kommerziell befördert.

## Unfallhergang
Die Maschine startete um 12:49 Uhr unter Sichtflugbedingungen vom Flughafen Barrow zu dem Frachtflug zum Flughafen Wainwright. Die Flugdauer sollte rund 15 Minuten betragen. Als die Maschine um 13:57 Uhr immer noch nicht in Wainwright eingetroffen war, wurde sie als vermisst gemeldet. Suchtrupps wurden entsandt und in einer Entfernung von 50 Kilometern südwestlich des Flughafens Barrow wurden im Meer treibende Gegenstände wie Pappkartons, Flugzeugsitze und weitere Trümmerteile gesichtet. Die Gegend wurde abgesucht, jedoch konnte das Wrack der Maschine auch im Rahmen einer Unterwassersuche nicht gefunden werden. Es wird vermutet, dass das Wrack in einer Tiefe von etwa 20 Metern versunken ist.

## Unfalluntersuchung
Einen Tag nach dem Unfall überprüfte der zuständige Ermittler des National Transportation Safety Board (NTSB) die archivierten Radardaten der Federal Aviation Administration (FAA) zum Unfallflug. Daraus ergab sich, dass die Maschine zunächst vom Flughafen Barrow abgeflogen und dann in Richtung Südwesten abgedreht war. Sie stieg auf eine Höhe von 700 Fuß und flog dann weiter in Richtung Wainwright. Die direkte Flugroute von Barrow nach Wainwright führt nach Südwesten über die Bucht Peard Bay. Als die Maschine in Richtung Wainwright flog und sich etwa 50 Kilometer südwestlich von Barrow befand, sank sie plötzlich auf 500 Fuß über dem Meeresspiegel und flog dann eine Rechtskurve. Im Verlauf der Kurve sank die Maschine mit einer vom Radar abgeleiteten Geschwindigkeit von 180 Knoten weiter auf 400 Fuß. Die letzte Radarrückgabe wurde um 12:56:38 Uhr mit derselben vom Radar abgeleiteten Grundgeschwindigkeit bei einer ungefähren Richtung von 200 Grad aufgezeichnet. Danach verschwand die Maschine vom Radar.

## Ursache
Das plötzliche Flugmanöver aus Sink- und Kurvenflug und der Unfall der Maschine warfen Fragen auf, die von den Ermittlern nicht zweifelsfrei beantwortet werden konnten. Ein Pilot, der mit dem Gebiet, in dem die Maschine flog, vertraut war, sagte aus, dass dort häufig migrierende Walherden anzutreffen seien. Es wurde daher vermutet, dass die Insassen der Maschine einen Umweg geflogen waren, um den Flug verbotenerweise für eine Walbeobachtung zu zweckentfremden und die Pilotin dabei derart von ihrer Aufgabe, die Maschine zu fliegen, abgelenkt war, dass sie die Reims-Cessna ins Meer steuerte.